# 匹立尼酸
匹立尼酸是一种有机化合物，化学式为C14H14ClN3O2S，它是过氧化物酶体增殖物激活受体α（PPARα）激动剂，目前处于实验研究中，用于预防由于心肌细胞内脂质积累而导致的严重心功能障碍、心肌病和心力衰竭。它在1974年被发现。